# Opilio pentaspinulatus
Opilio pentaspinulatus is een hooiwagen uit de familie echte hooiwagens (Phalangiidae).